# Виолатор
Виолатор или Осквернитель, иногда Клоун — старший из пяти демонов, известных как Флебийские братья, один из главных антагонистов комикса «Спаун», одноимённых мультсериала и фильма.

## Краткое описание
Виолатор (англ. Violator) — демон, старший из Флебейских Братьев, родился от отца-демона, которого впоследствии убил, и матери-человека, которая умерла при родах.
Крайне умён, силён и хитёр, частенько ставит палки в колёса Спауну.
Его основная работа — направлять Хеллспаунов, чтобы те превратились в достойных предводителей армий Ада и собрали как можно больше душ. Современный человеческий облик Осквернителя — Клоун, толстый лысеющий коротышка в устрашающем гриме.
Персонаж входит во многие рейтинги вымышленных злодеев.

### История
Как уже сказано выше, главная работа Виолатора — направлять Хеллспаунов, заблудшие души людей, которые зачастую в прошлом были героями в разных эпохах. Впрочем, Осквернитель считал людей низшими существами и уверен, что армии Ада должны вести демоны. Соответственно, большая часть его действий на Земле была направлена на то, чтобы доказать повелителю своё превосходство.
Знакомимся мы с ним на страницах второго выпуска комикса «Спаун».
Осквернитель — более чем достойный противник для молодого Хеллспауна, но руки у него связаны ролью — он не может убить подопечного без приказа своих покровителей. Его роль — не убивать Хеллспаунов, а ослаблять их и заставлять расходовать свои силы, а также готовить их к падению в Ад. Его неоднократно убивали, но каждый раз он умудрялся вернуться.
Потерпев унизительное поражение от Спауна, когда тот вернулся за троном Восьмого круга, Клоун вновь появился на Земле по приказу Маммона, чтобы вмешаться в жизнь Спауна как часть большого плана по предоставлению Никс возможности предать Эла. Он был «мысленным советником» Джейсона Винна, с которым они уже работали раньше. Он помог Винну обрести разум и вернуться в АНБ, но имел на него свои планы. Он занял доминирующее положение в психике Винна, и, когда тот оказался в смертельном положении, заставил его отпустить строительные леса и умереть. Тогда Клоун целиком завладел телом Винна и использовал его для своих целей. Он превратил своё новое тело в клыкастую, расплывшуюся пародию на себя самого. После этого он начал нападать и «метить» обитателей Крысиного города, превращая их всех в размалёванных Клоунов. Осквернитель таким образом овладел сотнями людей и заставлял их творить преступления и прочие непотребства. Когда в результате их нападения едва не погиб Спаун, Клоуны исчезли, согласно плану Маммона. После этого Осквернитель надолго исчез.
После Реконструкции Клоун возник вновь, уже в новом теле, теле Барни Сондерса, который пересидел Армагеддон и Белый Свет в мусоропроводе. Он оказался причиной всех безумств, творившихся в апартаментах «Новая перспектива», снимая с их жильцов все моральные ограничения. Это позволило Осквернителю создать портал в Ад, через который в мир могли попасть остальные Флебийские братья. За считанные мгновения до победы Клоуна над Спауном душе Барни Сондерса удалось перехватить контроль над телом, когда он увидел свою любовницу. Он решил прыгнуть в портал, зная, что это единственный способ закрыть проход.
Клоун вновь неведомым образом оказался в Нью-Йорке после самоубийства Эла Симмонса. Именно он узнал об этом событии первым, найдя тело Спауна, и попытался скрыть мёртвую зону, образовавшуюся там. Он намерен собрать собственную армию, чтобы вместе с Джимом Даунингом и пока неизвестным вампиром-боссом Клаудио стать новой Нечестивой Троицей.

## Появления в других сферах

### Телевидение
- Появлялся в мультсериале 1997 года «Спаун»

### Фильмы
- В 1997 был выпущен фильм «Спаун» с Майклом Джеем Уайтом в главной роли, роль Виолатора досталась Джону Легуизамо. В отличие от Осквернителя из комиксов, Виолатор в фильм много плоско и остро шутит. Даже в бою со Спауном, Виолатор не упускает шанс зло пошутить над ним.